# Carnaval de Ovar
O Carnaval de Ovar (também conhecido por Vitamina da Alegria) é um evento anual, realizado no contexto do Carnaval, em Ovar, Portugal.
Celebrado de forma organizada desde 1952, O Carnaval de Ovar é uma das principais atividades culturais organizadas na Região de Aveiro e um dos maiores eventos deste género em Portugal, com uma afluência anual habitual de milhares de visitantes.
Ao contrário daquilo que é habitual nos carnavais de outras cidades, em que são convidadas personalidades famosas para apadrinhar o evento, o "Rei" e "Rainha" do Carnaval de Ovar são sempre cidadãos comuns do município. Estes são habitualmente escolhidos como forma de homenagem pelo seu envolvimento e contributo à comunidade e ao Carnaval de Ovar.
Organizado sob a forma de três Corsos Carnavalescos (compostos por mais de 2000 figurantes) e vários eventos culturais, ao longo de várias semanas, este evento tem a particularidade de ser integralmente constituído por voluntários do município, organizados em escolas de samba, grupos carnavalescos e grupos de passerelle, que competem por uma classificação final, referente aos três desfiles.

## História

### Séc. XIX
Não se conhece o início das tradições Carnavalescas em Ovar. Os periódicos vareiros referem-se ao Carnaval de Ovar em 1887, designadamente “O Ovarense”, que entre outros refere “Tem decahido muito a animação d’este bello tempo dedicado aos divertimentos populares. De anno para anno se nota uma diferença considerável; esta diferença, porém, é geral”.
Em 1888, o mesmo periódico referia que:
| “ | Nunca o vimos tão sensaborão, o Carnaval em Ovar: nem mascaras, nem espirito, nem pós, nem gargalhadas. Depois que o Aralla [Arala Chaves, presidente da Câmara Municipal] se encurralou lá para o Mato-Grosso, é o que se vê: o entrudo está morto; não vale um servidor. Dantes sim: de instante rodopiava uma dança, armava-se um entremez, fazia-se o testamento do gallo, saia de cada janella um frigidíssimo e ás vezes mal cheiroso jacto d'agua duvidosa esguichado por uma d'essas boas e antigas seringas, que armazenavam uma meia canada d'agua à vontade, sibiliava-nos pelos ouvidos uma laranja vigorosamente arremessada as raparigas lá para o Lamarão e outras ruas menos frequentadas jogavam à cabra-cega, com gatos miando em panellas velhas de barro. Já antecipadamente cães de lata ao rabo, arreliados, apupados, corriam vertiginosamente pelas ruas. desconfiados de todos e de si mesmos; estava o entrudo à porta. Agora, cães de lata ao rabo só peixotos e fragateiros; e entremezes só os que fizeram os pandegos da caçada no Matto-Grosso. (...) Mas se nas ruas não houve mesmo nada que despertasse a atenção, em compensação os bailes carnavalescos no Club-Artístico-Comercial correram animadíssimos até essas altas horas da noite. (...) Em qualquer das três noites se dançou animadamente e no melhor sossego até às 2 horas da madrugada. | ” |
|   | — Jornal "O Ovarense", 19 de fevereiro de 1888. |   |

### Séc. XX

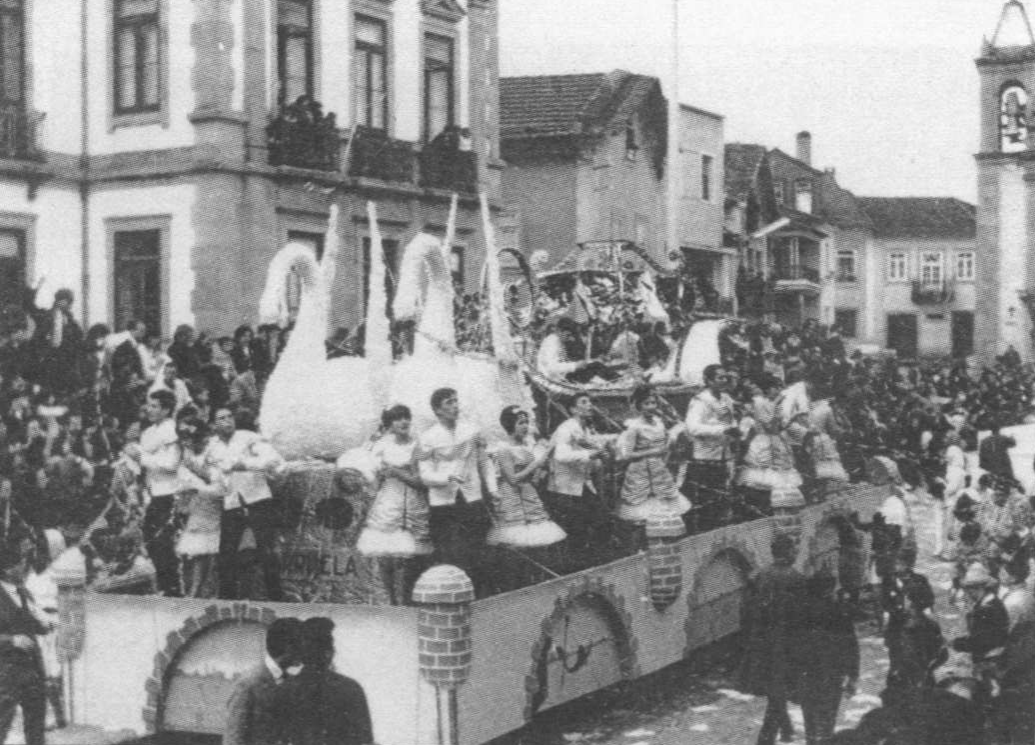
Carro Alegórico do Bairro da Arruela, num dos primeiros desfiles do Carnaval de Ovar.

A grande novidade na primeira década do século XX dá-se com a chegada do carnaval ao teatro, tendo-se registado tal pela primeira vez em 1904. Nessa ocasião, representou-se e festejou-se com serpentinas e confetti, tanto em palco como na plateia.
A Partir de 1929, o Carnaval renasce das cinzas. Nos anos 30, o Carnaval de Ovar deixou as ruas e transferiu-se para os salões, tendo sido uma década de expansão para os Bailes de Carnaval de Ovar, que atraíram gentes de vários concelhos da região.
Esta folia foi sendo ampliada e em 1939, o Carnaval desceu à rua, porque os salões já não comportavam a ânsia do divertimento dos foliões.
A II Guerra Mundial dificultou a folia dos vareiros. Ainda assim, em 1941, o jornal O Povo de Ovar relata que:
| “ | Este ano passou quási que desapercebida a época carnavalesca na nossa vila. Os efeitos do temporal, a quadra invernosa que se seguiu e ainda as determinações superiores proibindo os folguedos carnavalescos, mataram os adeptos e os simpatizantes do deus Momo. Nos salões das conhecidas colectividades vareiras, onde se realizaram bailes de carnaval, brincou-se, jogou-se e dançou-se até ao alvorecer do dia seguinte. O salão da Banda dos Bombeiros abarrotava de povo que se divertia. O da congénere Ovarénse era tamanino para aquele mar de gente que se movia a custo. O do Orfeão, estava lindo pela sua ornamentação artificial e o friso esbelto das lindas tricaninhas da terra mais encantador tornava o ambiente. Numa só frase: Era um primor. | ” |
|   | — Jornal "O Povo de Ovar", 27 de fevereiro de 1941. |   |

Em 1945, a vitória dos aliados trouxe consigo um ambiente de descompressão social nunca antes verificado. Os mercados encheram-se de produtos e as pessoas, mais alegres, voltaram a assinalar o entrudo e, partir desta época, os “bairros” reuniam-se em pequenos grupos e, a pé ou em cima de pequenos camiões de carga, com fantasias mais elaboradas ou mais trapalhonas percorriam o centro da então vila, acompanhados das bandas de música.
A rivalidade entre os bairros levava a que, de ano para ano, cada um se aprimorasse – e os mascarados que desfilavam a pé em breve seguiram o exemplo, pondo gradualmente de parte o tradicional dominó, a cara coberta por máscaras, e surgissem com fantasias mais cuidadas e mais criativas.

#### Década de 50

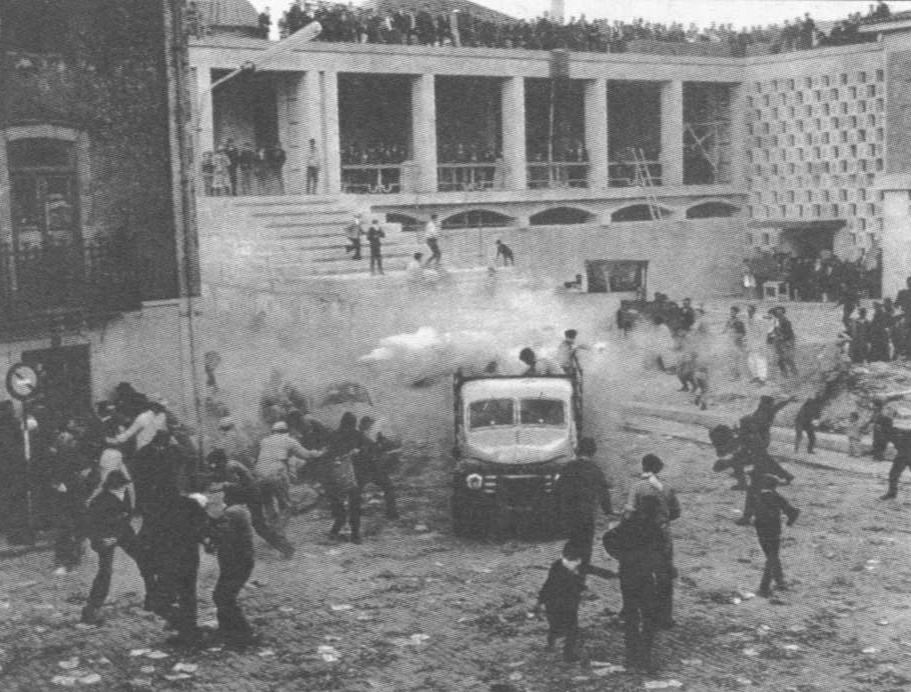
O apelidado Carnaval Sujo da década de 1950.

Em 1952, procedeu-se à institucionalização e exploração do Carnaval como cartaz turístico. Assim, neste ano, a 24 de fevereiro, realizou-se o primeiro cortejo de domingo gordo, organizado e concebido pelo arquiteto Aníbal Emanuel da Costa Rebelo, do Porto, José Alves Torres Pereira, da Póvoa do Varzim e José Maria Fernandes da Graça, de Ovar.
O êxito do Carnaval organizado repete-se e logo na sua quarta edição, em 1954, ele é convidado a deslocar-se, na Terça-feira, ao Porto, onde participa no Corso dos Fenianos.
Foi assim lançada, em termos nacionais, a "grande festa vareira" também apelidada de Vitamina da Alegria.
Esta década foi marcada pelo chamado Carnaval Sujo, um importante marco do Carnaval Vareiro. Durante mais ou menos 60 minutos, isto é, entre o soar de dois sinais sonoros (uns falam da sirene dos bombeiros, outros dos sinos da Igreja Matriz), o centro da vila (a cidade já não conheceu esta farra) transformava-se num autêntico campo de batalha e instalava-se a mais completa, nevoenta e barulhenta anarquia.

#### Década de 60
Em 1961, pela primeira vez na sua história, a Rainha do Carnaval foi uma mulher, isto é, substituiu-se o uso de o Rei casar com uma Rainha-Homem.
De sublinhar que a escolha do Rei e da Rainha do Carnaval de Ovar representa até hoje uma homenagem a cidadãos do concelho que se destacaram pelo seu envolvimento e contributo à comunidade e ao Carnaval.
Pela primeira vez, em 1963, o "corso" sai nos dois dias grandes do Entrudo: Domingo e Terça.

#### Década de 70
Não tendo havido desfile em 1975, por força das consequências da pós-revolução de 25 de abril, o Desfile de Carnaval de 1976 foi algo precário, tendo os grupos de Carnaval desfilado com fantasias de anos anteriores.

#### Década de 80
Esta década marcou o aparecimento do samba e do Cortejo Infantil no Carnaval Vareiro.
A "Costa de Prata" sai, como projeto de escola de samba, em 1983. Em 1989, são seis as Escolas de Samba a desfilar.
Também na década de 80, é fundado o grupo Axu-mal, uma congregação de grupos piadísticos que se matém até aos dias de hoje.

#### Década de 90
Em 1990, o grupo "Vampiros" apresenta a criação de uma magnífica locomotiva, em tamanho real, totalmente feita em espuma, que teve um relevante impacto ao nível da qualidade do trabalho dos Grupos.
Para uma melhor avaliação, em 1992, dividem-se os grupos em duas categorias: Passerelle e Carnavalescos.
Em 1998, dando resposta a questões legais que se levantavam na hora da atribuição, por parte da Câmara Municipal de Ovar, da verba necessária à organização da Festa à então chamada, Comissão de Carnaval, é criada a Fundação do Carnaval de Ovar que integrou, desde 2007, na sua administração, representantes nomeados pela Câmara Municipal e também pelos Grupos de Carnaval.

### Séc. XXI

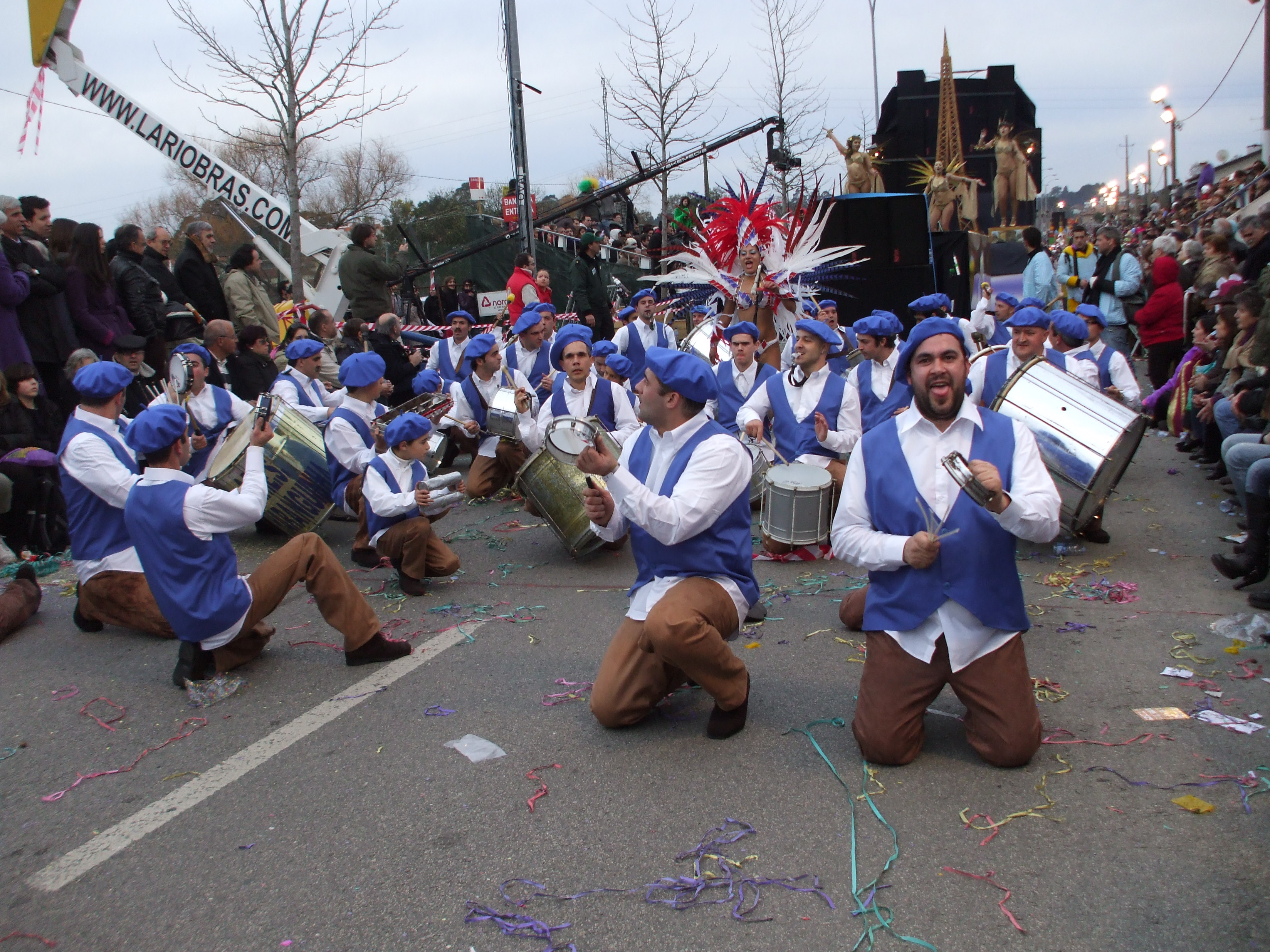
Os Grandes Corsos Carnavalescos de Domingo e Terça-feira de Carnaval são os principais eventos do Carnaval de Ovar.

A Fundação do Carnaval de Ovar trouxe uma nova dinâmica ao Carnaval de Ovar, contribuindo para a sua afirmação de a Grande Festa da Cidade, através do fomento de ações dirigidas a um público cada vez mais diversificado, projetando cada vez mais o Carnaval. São exemplo disto, a criação de novos percursos, o Carnaval Sénior, que reúne seniores de toda a região, a implementação da TentZone para um público mais jovem, entre outras manifestações como espetáculos de rua, exposições e concertos ao ar livre.
Ao longo de quase 14 anos de existência, o grande projeto da Fundação do Carnaval de Ovar foi a Aldeia do Carnaval, inaugurada a 14 de setembro de 2013, pela Câmara Municipal de Ovar. (A Fundação foi extinta em 2012, em virtude de publicação de legislação que visava a extinção de Fundações).
Em 2013, é inaugurada a Aldeia do Carnaval. A construção deste equipamento surgiu da necessidade de criar um espaço que pudesse albergar os locais de trabalho dos vinte Grupos de Carnaval e quatro Escolas de Samba, dadas as dificuldades, resultantes do crescimento da cidade, em mantê-las no tecido urbano. Concentrou-se assim, num único espaço, atividades relacionadas com a preparação do Carnaval, que envolvem design, quer de vestuário, quer de elementos alegóricos, o desenvolvimento de estruturas mecânicas de apoio ao desfile, a experimentação de novas tecnologias, a música, a dança, o teatro de rua.
O Carnaval de Ovar assume-se atualmente como um dos principais eventos deste género a nível nacional, registando geralmente, em cada ano, um maior número de visitantes. Em 2019, este número ultrapassava já os 100 mil foliões.
A Pandemia de Covid-19, que se propagou em Portugal imediatamente após o Carnaval de 2020, levou ao cancelamento das edições de 2021 e 2022.
Em 2023, o primeiro Carnaval após da pandemia, os desfiles ocorreram normalmente, embora não tenham sido atribuídas classificações aos grupos, à exceção das piadas da Chegada do Rei, tendo vencido a piada do grupo Não Precisa.

## Programa

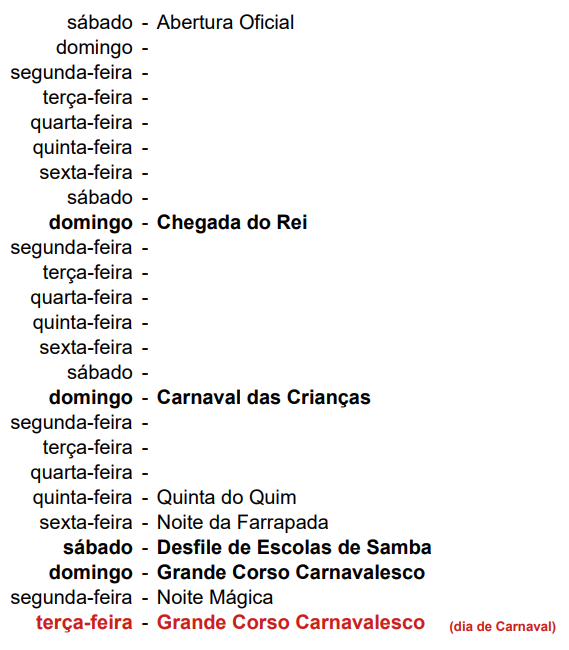
Esquema da programação habitual do Carnaval de Ovar.

O Carnaval de Ovar decorre em eventos agendados durante, sensivelmente, um mês, embora a sua preparação seja antecedida por vários meses.
Uma vez que o dia de Carnaval é móvel (embora seja sempre uma Terça-feira), os vários eventos do Carnaval de Ovar são programados em função do cálculo deste dia, em cada ano.Ainda assim, os principais eventos são habitualmente agendados da seguinte forma:

### Abertura Oficial
Quarto Sábado antes do dia de Carnaval — Desfile de representantes de todos os Grupos e Escolas de Samba.
Em 2024, o ato solene de inauguração das festividades incluiu uma visita guiada à Aldeia do Carnaval, uma exposição de no Centro de Artes e Ofícios (CABEÇUDOS E GIGANTONES “Um olhar pelas tradições”) e culminou numa arruada de gigantones e cabeçudos no centro da cidade, acompanhados pela banda Kumpania Algazarra, e fogo de artifício.

### Chegada do Rei

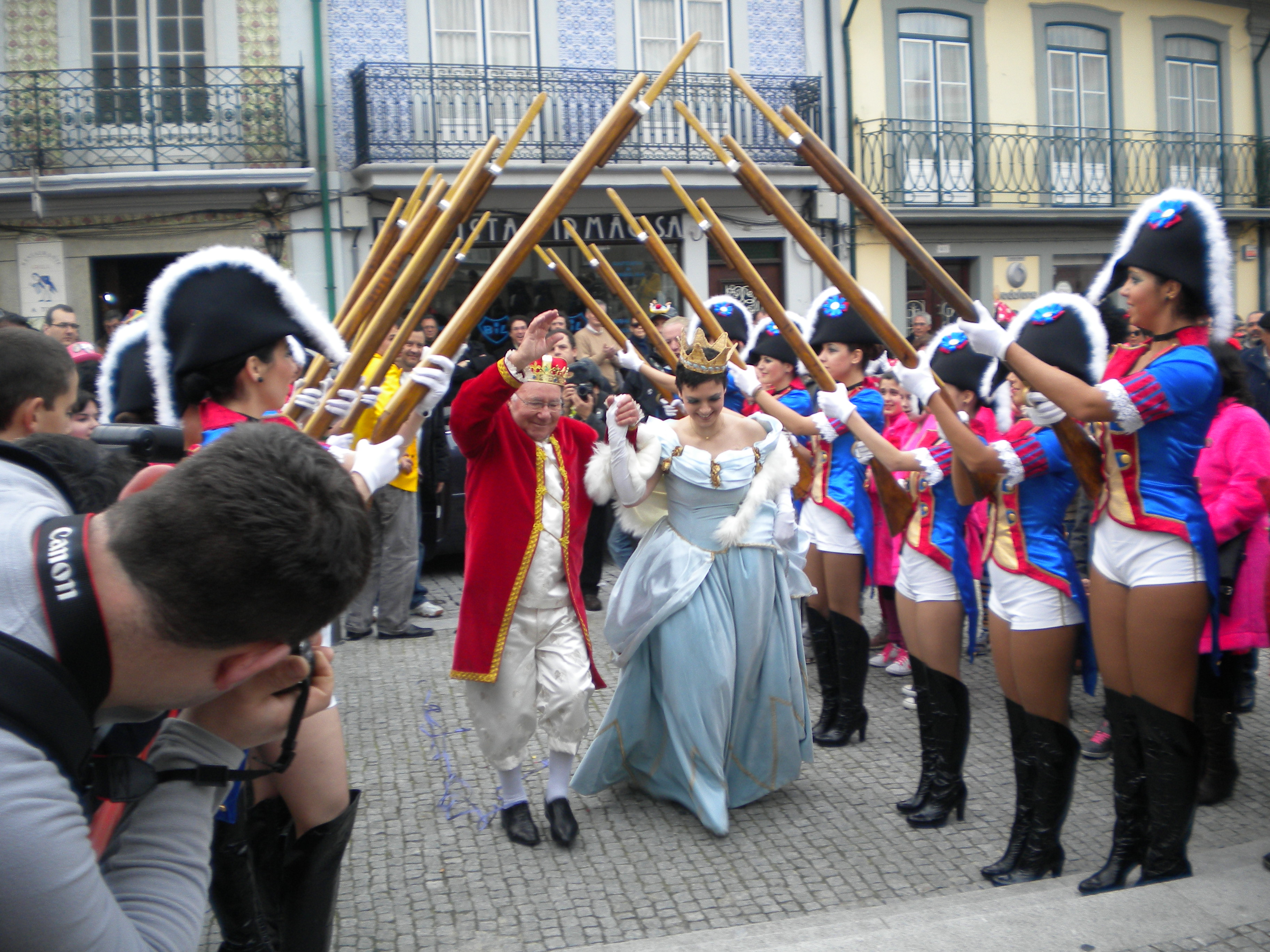
A Chegada do Rei acontece sempre no Terceiro Domingo antes do dia de Carnaval.

Terceiro Domingo antes do dia de Carnaval — Apresentação do Rei e Rainha do Carnaval de Ovar, com um desfile no qual participam todos os Grupos e Escolas de Samba.
Os Grupos Carnavalescos competem na categoria de "Piada Coletiva", desfilando com uma piada referente a um determinado assunto do quotidiano, geralmente, com teor de crítica social;
Ao contrário daquilo que é habitual nos carnavais de outras cidades, em que são convidadas personalidades famosas para apadrinhar o evento, o "Rei" e "Rainha" do Carnaval de Ovar são sempre cidadãos comuns do município. Estes são habitualmente escolhidos como forma de homenagem pelo seu envolvimento e contributo à comunidade e ao Carnaval de Ovar.
Em 2024, desempenharam o papel real Nelson Barroso (El-Rei D. Nelson II – o "Contracena"), participante no Carnaval de Ovar nos grupos Carrucas, Costa de Prata e a título individual, e Andreia Oliveira Lopes (Sua Alteza A Rainha D. Andreia – "A Palma Dourada"), integrante dos grupos Pilantras, Costa de Prata, Xaxas, Condores e Barulhentas. Andreia Lopes tem a particularidade de ter vencido o Carnaval como participante, nas três atuais categorias.

### Carnaval das Crianças
Segundo Domingo antes do dia de Carnaval — Desfile de crianças de diversas instituições e das Escolas Básicas do concelho;

### Quinta do Quim
Quinta-feira antes do dia de Carnaval — Concerto do músico Quim Barreiros, com entrada livre. A participação ininterrupta do músico no Carnaval de Ovar acontece há dezenas de anos, sendo já considerada uma das tradições deste evento;

### Noite da Farrapada
Sexta-feira antes do dia de Carnaval — Desfile espontâneo noturno, no qual a participação é alargada à população em geral;

### Desfile de Escolas de Samba
Sábado antes do dia de Carnaval — Desfile noturno, no qual desfilam as quatro Escolas de Samba de Ovar;

### Grande Corso Carnavalesco (Domingo)
Domingo antes do dia de Carnaval — Principal desfile de Carnaval, onde desfilam todos os Grupos Carnavalescos e Escolas de Samba;

### Noite Mágica

Noite Mágica de 2020.

Segunda-feira antes do dia de Carnaval — Evento noturno, denominado Noite Mágica, que reúne milhares de foliões no centro da cidade, numa festa que dura até ao amanhecer do dia seguinte.
Trata-se de uma celebração noturna de participação popular, considerada uma das principais atividades que constituem o Carnaval de Ovar. Realizada no centro da cidade, na noite que divide os corsos de domingo e terça-feira, conta anualmente com milhares de visitantes, que se mascaram (habitualmente, em grupos semi-organizados) e participam espontaneamente numa festa que dura até à manhã do dia seguinte.
Devido ao elevado número de participantes (cerca de 100 mil pessoas), a Câmara Municipal decidiu controlar os acessos ao centro da cidade com torniquetes de segurança, a partir de 2017, e impor um custo de admissão à zona da festa, a partir de 2020.

### Grande Corso Carnavalesco (Terça-feira)
Dia de Carnaval — Reedição do desfile de Domingo, em tudo semelhante a este. À noite, são apresentadas as Classificações relativas aos desfiles dos Grupos e Escolas de Samba, com entrega de prémios aos vencedores em cada categoria, ato que encerra oficialmente o evento.

## Participantes
Participam no Carnaval de Ovar mais de 2000 figurantes, na sua maioria, habitantes do município de Ovar.

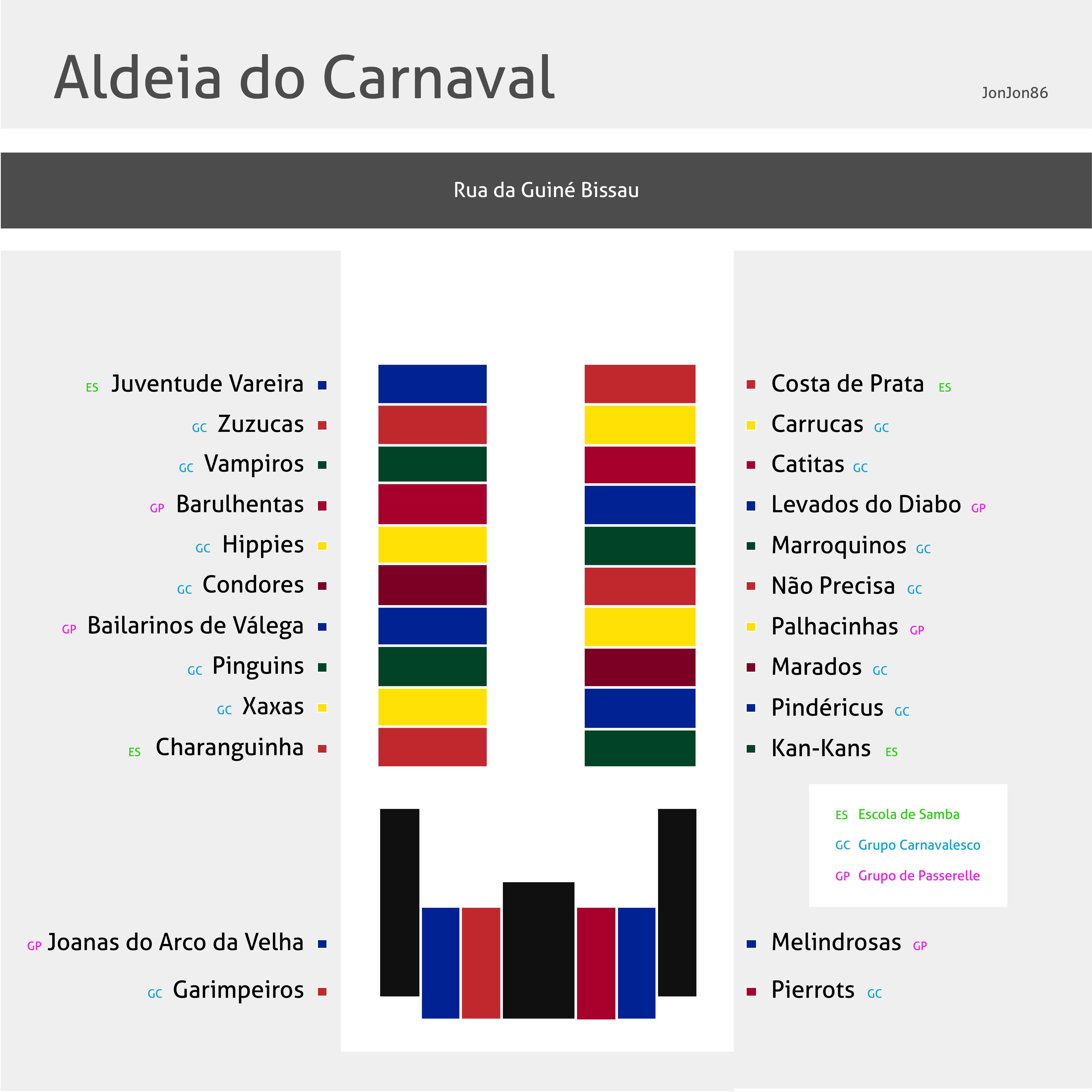
Esquema da organização das Escolas de Samba e Grupos de Carnaval, na Aldeia do Carnaval de Ovar.

As 24 Associações Culturais de Ovar que participam neste Carnaval, organizam-se da seguinte forma:

### Escolas de Samba
- Charanguinha
- Costa de Prata
- Juventude Vareira
- Kan-Kans

### Grupos Carnavalescos
- Carrucas
- Catitas
- Condores
- Garimpeiros
- Hippies
- Marados
- Marroquinos
- Não Precisa
- Pierrots
- Pindéricus
- Pinguins
- Vampiros
- Xaxas
- Zuzucas

### Grupos de Passerelle
- Bailarinos de Válega
- Barulhentas
- Joanas do Arco da Velha
- Levados do Diabo
- Melindrosas
- Palhacinhas

## Classificações
Para além de participar de forma voluntária na preparação dos adereços que integram os vários desfiles, estes elementos pagam ainda quotas anuais (este valor varia consoante o Grupo), de forma a completar o financiamento concedido pela Câmara Municipal. Os Grupos de Carnaval que desfilam em Ovar, para classificação, organizam-se nas associações que se seguem.
Os vencedores do Carnaval de Ovar em 2025 foram a Charanguinha (ES), os Pinguins (GC) e as Barulhentas (GP).

### Escolas de Samba

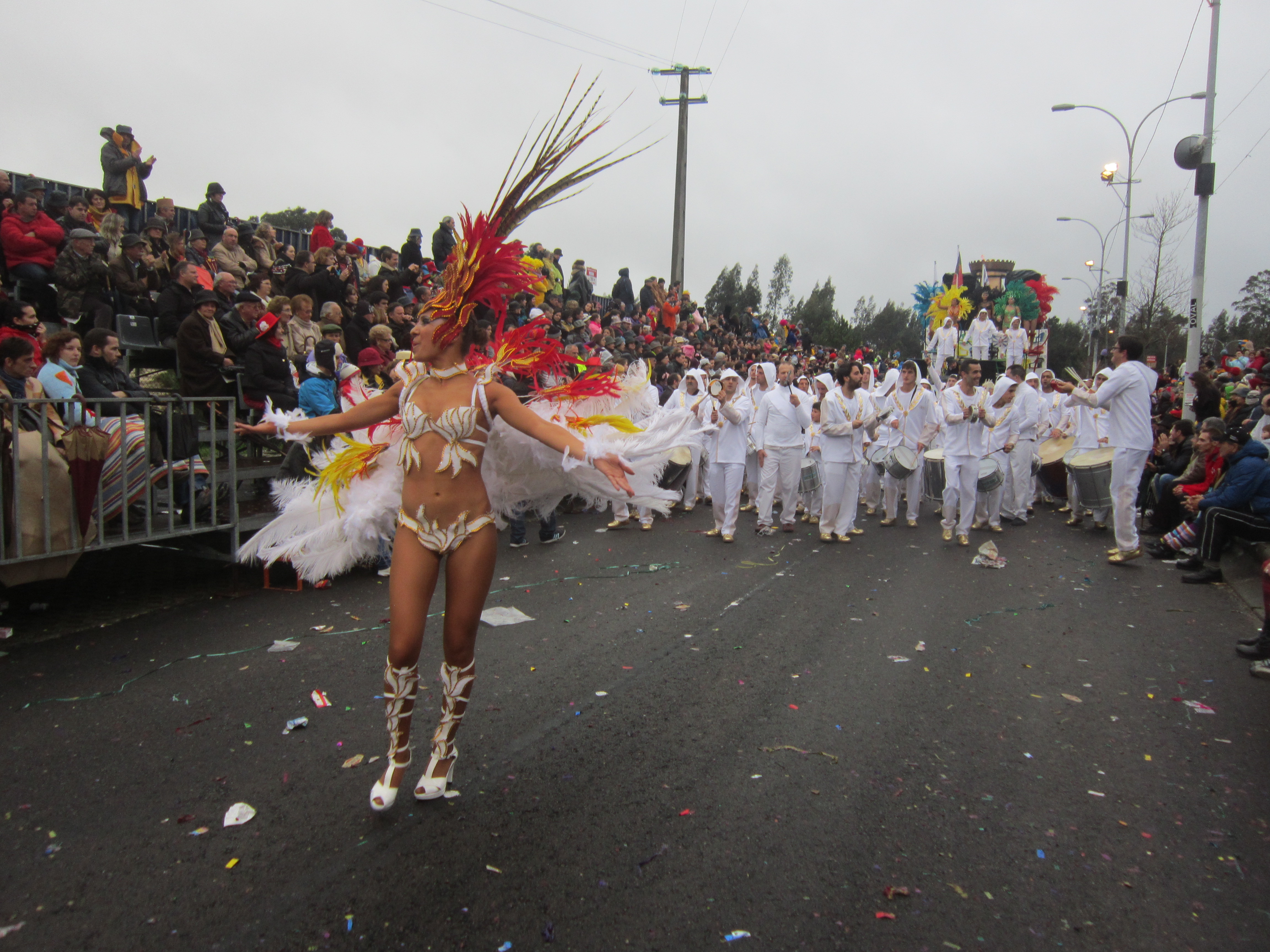
Desfile da Charanguinha, em 2014.

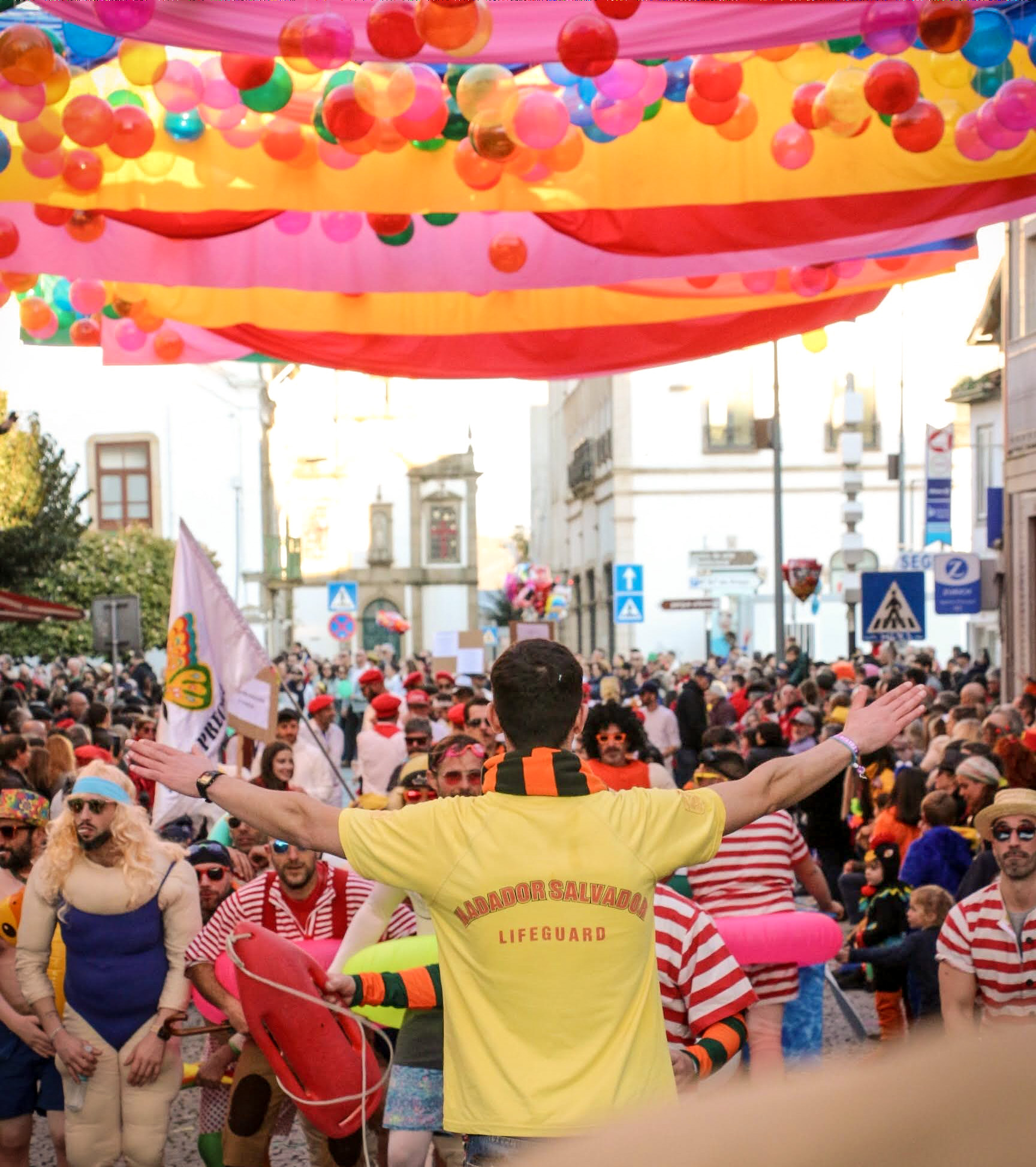
Desfile dos Hippies, na Chegada do Rei de 2023.

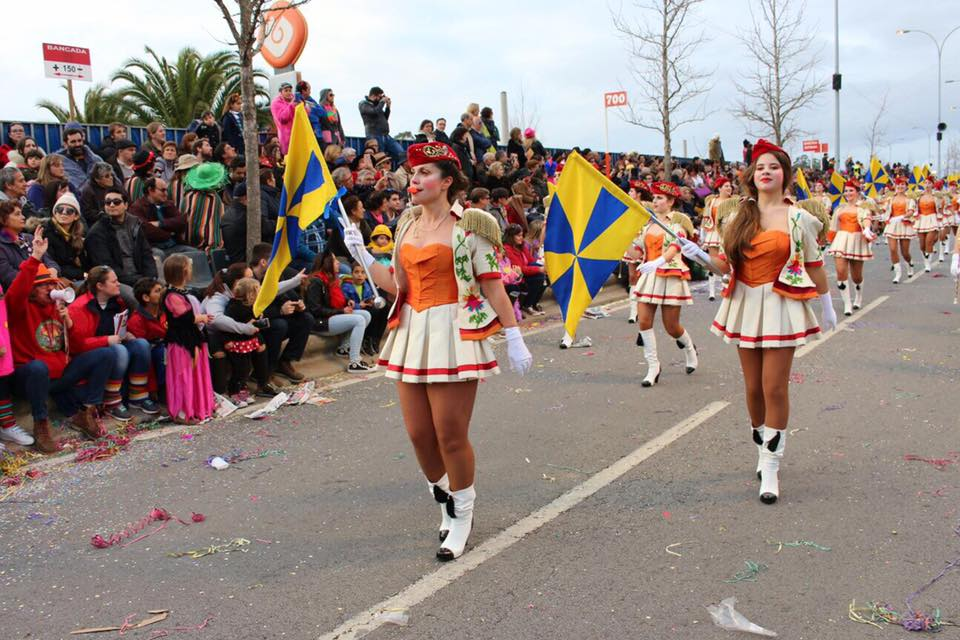
Desfile dos Bailarinos de Válega, em 2017.

| Nome              | Fundação | Palmarés (anos em que venceu ou melhor classificação obtida)                                         | N.º de Vitórias |
| ----------------- | -------- | --- | --------------- |
| Charanguinha †    | 1984     | 1988, 1990, 1992, 1993, 1995, 1996, 1997, 1998, 2000, 2002, 2004, 2005, 2007, 2009, 2012, 2014, 2025 | 17              |
| Costa de Prata    | 1983     | 1989, 1991, 1994, 1997, 1999, 2003, 2006, 2008, 2010, 2013, 2015, 2016, 2017, 2018, 2019, 2020, 2024 | 17              |
| Juventude Vareira | 1987     | 1994[nota1], 2001, 2011                                                                              | 3               |
| Kan-Kans          | 1978     | 3º lugar                                                                                             | 0               |

† — atual vencedor desta categoria.

### Grupos Carnavalescos
| Nome        | Fundação | Palmarés (anos em que venceu ou melhor classificação obtida)                                                     | N.º de Vitórias |
| ----------- | -------- | --- | --------------- |
| Carrucas    | 1982     | 5º lugar | 0               |
| Catitas     | 1971     | 2º lugar | 0               |
| Condores    | 1959     | 1959, 1961, 1964, 1967                                                                                           | 4               |
| Garimpeiros | 1970     | 1977 | 1               |
| Hippies     | 1968     | 1978, 1979, 1983                                                                                                 | 3               |
| Marados     | 1976     | 1984, 1986, 1997, 2003, 2004, 2009                                                                               | 6               |
| Marroquinos | 1980     | 2º lugar | 0               |
| Não Precisa | 1980     | 3º lugar | 0               |
| Pierrots    | 1982     | 19981 | 1               |
| Pindéricus  | 1972     | 2024 | 1               |
| Pinguins †  | 1968     | 1968, 1972, 1973, 1974, 1980, 1982, 1985, 1988, 1992, 1996, 1999, 2002, 2006, 2007, 2008, 2016, 2019, 2020, 2025 | 19              |
| Vampiros    | 1971     | 1989, 1990, 2011, 2013, 2015, 2017                                                                               | 6               |
| Xaxas       | 1971     | 1993, 1994, 1995, 2000, 2005, 2010, 2012, 2014, 2018                                                             | 9               |
| Zuzucas     | 1973     | 1991, 19981, 2001                                                                                                | 3               |

† — atual vencedor desta categoria.
1- Em 1998, os Grupos "Pierrots" e "Zuzucas" ficaram ambos classificados em 1º lugar ex-aequo.

### Grupos de Passerelle
| Nome                    | Fundação | Palmarés (anos em que venceu ou melhor classificação obtida)            | N.º de Vitórias |
| ----------------------- | -------- | ----------------------------------------------------------------------- | --------------- |
| Bailarinos de Válega    | 1983     | 1996, 2002, 2003, 2008, 2009, 2010, 2011, 2013, 20153, 2016             | 10              |
| Barulhentas †           | 1980     | 2019, 2020, 2024, 2025                                                  | 4               |
| Joanas do Arco da Velha | 1992     | 1992, 1993, 1994, 19981, 1999, 2001, 2004, 2005, 2006, 2007, 2017, 2018 | 12              |
| Levados do Diabo        | 1965     | 1965, 1969, 1970, 1971, 1981                                            | 5               |
| Melindrosas             | 1967     | 1991, 2000, 20153                                                       | 3               |
| Palhacinhas             | 1965     | 1987, 1995, 1997, 19981, 2004, 2012, 2014                               | 7               |

† — atual vencedor desta categoria.
1- Em 1998, os Grupos "Joanas do Arco da velha" e "Palhacinhas" ficaram ambos classificados em 1º lugar ex-aequo.
2- Em 2004, os Grupos "Joanas do Arco da velha" e "Palhacinhas" ficaram ambos classificados em 1º lugar ex-aequo.
3- Em 2015, os Grupos "Bailarinos de Válega" e "Melindrosas" ficaram ambos classificados em 1º lugar ex-aequo.

## Infraestruturas
O Carnaval de Ovar é preparado pelos grupos, desde 2013, na Aldeia do Carnaval, uma infraestrutura localizada na zona industrial de Ovar, que reúne os armazéns-sede de todas as suas Associações.